# Морариу, Октавиан
Октавиан Морариу (рум. Octavian Morariu, родился 7 августа 1961 года в Бухаресте) — румынский регбист, выступавший на позиции восьмого, член Международного олимпийского комитета с 2013 года, президент Регби Европы с 2013 года.

## Биография

### Происхождение и семья
Родился 7 августа 1961 года в Бухаресте. Отец — выдающийся румынский регбист Виорел Морариу, выпускник факультета железнодорожных путей, автомобильных дорог и мостов строительного института Бухареста. Мать — Корнелия Тимошану-Морариу, волейболистка, серебряный призёр чемпионата мира 1956 года во Франции, позже преподавала физкультуру в школе № 166 в бухарестском районе Джулешти. Родители поженились 24 февраля 1956 года. По словам Октавиана, один из его дедов, греко-католический священник, сидел в тюрьме во время правления коммунистов, а отец около года не мог из-за политических причин поступить в институт.
Октавиан посещал с детства разные секции, начиная от фигурного катания и заканчивая музыкальной школой. Изучал английский, французский и немецкий языки. Занимался футболом, гандболом и баскетболом, играя за баскетбольную команду бухарестского колледжа Георге Лазэра. Регби увлёкся в возрасте 10 лет, начинал карьеру в команде «Гривица Рошие». Вне игровой карьеры он собирался заняться медициной и готовился к поступлению на медицинский факультет по настоянию матери: Октавиан хорошо разбирался в математике, физике и биологии, но был слаб в химии. На его итоговое решение поступать на инженерную специальность повлиял тот факт, что среди игроков «Гривица Рошие» было достаточно много инженеров-гидротехников и инженеров-строителей.
В итоге в 1980 году Морариу поступил в строительный институт Бухареста на факультет железнодорожных путей, автомобильных дорог и мостов при конкурсе 6-7 человек на место. Институт он окончил в 1986 году, получив специальность инженера-строителя. С собственных слов, Морариу часто пропускал лекции, практические занятия и семинары, но никогда не пропускал экзамены и не просил переносить их на другой срок.
Женат вторым браком, есть пятеро детей — Максим, Адриен, Мара, Эвелин и Антония.

### Игровая карьера
Морариу выступал на позиции восьмого за румынский клуб «Гривица Рошие» с 1979 по 1987 годы. Относительно небольшое количество игр за клубы и сборную было связано с тем, что Морариу часто уезжал из расположения сборной в университет для сдачи экзаменов. В команде к этому относились с пониманием. В 1978 году в возрасте 16 с половиной лет Морариу был вызван в юношескую сборную Румынии, с которой сыграл на чемпионате Европы в итальянской Парме. За все сборные Румынии с 1981 по 1987 годы Морариу сыграл 19 матчей, в том числе пять матчей за основную сборную. В частности, он сыграл два матча на чемпионатах Европы: 16 декабря 1984 года против Испании в Мадриде и 12 мая 1985 года против Туниса в Бырладе.
В 1987—1990 годах Морариу играл за парижский клуб АСПТТ: во Францию он попал, запросив политического убежища. Его действия были связаны не столько с тяжёлой финансовой ситуацией в стране, поскольку как инженер Морариу получал достаточно большую зарплату, а сколько с тем, что в Румынии он не мог «достичь той степени удовлетворения, которую хотел бы». По словам самого игрока, он договорился с друзьями о том, что его привезут в одну из больниц Бордо под предлогом медицинского осмотра: там он, получив необходимые медицинские документы, отправился к друзьям в дом недалеко от Аркашона. В течение семи-восьми дней он находился под защитой французских спецслужб, которые следили за тем, чтобы сотрудники Секуритате не вмешались и не вывезли Морариу на родину насильно. Во многом ему помог президент Регионального совета Аквитании Жак Шабан-Дельмас, который в довоенные годы сам играл в регби. После фактического бегства Морариу за границу его мать вынуждена была уйти на пенсию, а Секуритате возбудили дело. С командой он выступал в группе B чемпионата Франции, приглашался в сборную Иль-де-Франс на матчи против разных сборных мира (Австралия, Новая Зеландия, США, Фиджи и т.д.).
В апреле 1987 года Морариу попал в состав звёздного клуба «Барбарианс», участвовавшего в так называемом «Пасхальном турне», и даже сыграл один матч за него 20 апреля 1987 года против команды Суонси на стадионе «Сент-Хеленс». Одноклубниками Морариу по «Барбарианс» стали капитан сборной Австралии Билл Кэлкрафт (англ. Bill Calcraft) и капитан сборной Уэльса Дэвид Пикеринг. Морариу стал первым румынским регбистом в истории «Барбарианс».

### Профессиональная карьера
В 1986—1987 годах Морариу работал инженером в компании INCERTRANS на испытательном сроке, после своего отъезда во Францию работал в компании CITRA с 1988 по 1989 годы, будучи координатором строительства здания издательского дома Le Monde в Исси-ле-Мулино. С 1989 по 1991 годы — инженер-проектировщик в компании Europe Etudes Gecti (в составе Freyssinet Group), отвечал за координирование проектов строительства в Париже и Бухаресте. В дальнейшем работал в компании Freyssinet. В 1991—1993 годах Морариу работал тренером команды по регби-13 «Пари Сен-Жермен». В 2000—2002 годах занимал пост международного менеджера в центральноевропейском дивизионе Freyssinet International (предприятие в составе Vinci Group), в 2002—2003 годах — проект-менеджер в европейском отделении Veolia Environnement, с 2004 года занимал должность президента и CEO основанных им компаний Viarom Construct, Optimal Activ и Vitalia Environment Services.

### Карьера спортивного функционера
В 2001—2003 годах Морариу был президентом Федерации регби Румынии, входя также в 2002—2004 годах в состав Административного совета ФИРА-АЕР. В 2003—2004 годах — президент Национального агентства Румынии по вопросам спорта. В 2004—2013 годах — вице-президент ФИРА-АЕР по вопросам команд первого яруса, в 2004—2014 годах — председатель Олимпийского комитета Румынии. Член Исполнительного комитета Европейских олимпийских комитетов и вице-президент Комиссии ЕС по Европейским олимпийским комитетам в 2009—2014 годах. Пост председателя Олимпийского комитета Румынии покинул в 2014 году, обосновав это сложностью совмещения обязанностей главы олимпийского комитета с обязанностями в Регби Европы.
В 2013 году Морариу был избран членом Международного олимпийского комитета: в 2014—2015 годах был членом Комиссии по международным отношениям, с 2015 года член Комиссии по общественным вопросам и социальному развитию через спорт. В том же году стал президентом Регби Европы, в 2016 году единогласно переизбран на эту должность. Член оценочной комиссии зимних Олимпийских игр 2026 в 2018—2019 годах, председатель комиссии по выбору хозяев зимних Олимпийских игр с 2019 года. Член комиссии по олимпийской программе с 2014 года, член координационного совета по проведению зимних Олимпийских игр 2022 с 2016 года.

## Награды
- Кавалер ордена Звезды Румынии (2012)[2]
- Кавалер Национального ордена Заслуг Франции (2014)[2]